# Arne Kleven
Arne Mozart Kleven (født 8. januar 1900 i København, død 19. februar 1991 på Amager) var en dansk fodboldspiller.
Kleven spillede på midtbanen i Akademisk Boldklub og vandt det danske mesterskab med klubben i 1919 og 1921.
Han spillede to A-landskampe, mod henholdsvis Sverige i 1927 og Finland i 1931.
Efter sin egen aktive karriere blev Kleven træner, i 1939 i Ballerup IF og under krigen for AB. I 1950 var han træner for 2. divisionsholdet Fremad Amager.
Arne Kleven var storebror til landsholdsspilleren Eyolf Kleven. De var af norsk afstamning, idet deres far, Edvard Othelius Kleven, kom til Danmark i 1894 fra Grindvær på Rødøy, Lofoten, Norge. Edvard Otelius Kleven var gift med Anna Louise Alexandra Kleven. Sammen fik de udover Arne Mozart Kleven børnene Viola Margaretha Kleven og Eyolf Birger Kleven.